# Baron Teignmouth

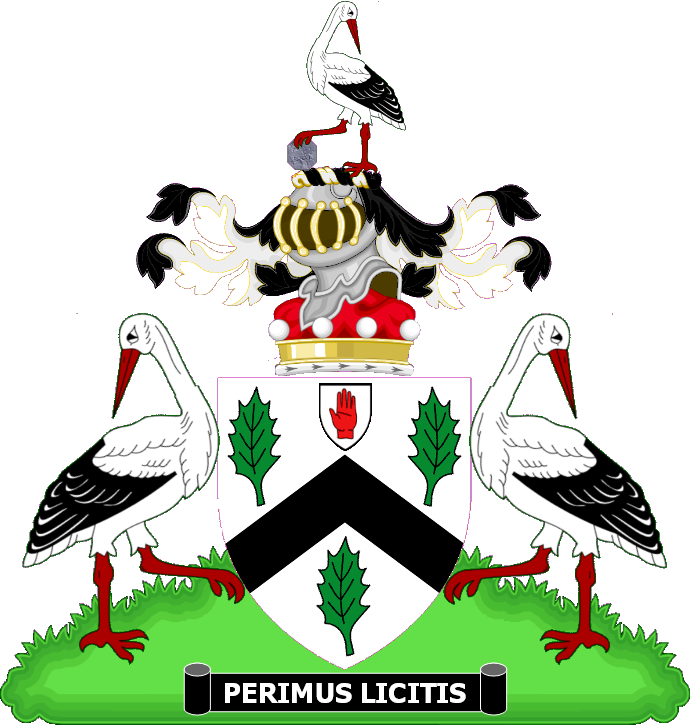
Wappen der Barone Teignmouth

Baron Teignmouth, of Teignmouth, war ein erblicher britischer Adelstitel in der Peerage of Ireland.

## Verleihung und Erlöschen
Der Titel wurde am 3. März 1798 für den Generalgouverneur von Indien Sir John Shore, 1. Baronet geschaffen. Ihm war bereits am 27. Oktober 1792 in der Baronetage of Ireland der fortan nachgeordnete Titel Baronet, of Heathcote in the County of Derby, verliehen worden.
Beide Titel erloschen beim Tod des 7. Barons am 7. Juli 1981.

## Liste der Barone Teignmouth (1798)
- John Shore, 1. Baron Teignmouth (1751–1834)
- Charles Shore, 2. Baron Teignmouth (1796–1885)
- Charles Shore, 3. Baron Teignmouth (1840–1915)
- Frederick Shore, 4. Baron Teignmouth (1844–1916)
- Henry Shore, 5. Baron Teignmouth (1847–1926)
- Hugh Shore, 6. Baron Teignmouth (1881–1964)
- Frederick Shore, 7. Baron Teignmouth (1920–1981)